# Kapazitätsreserve, Netzreserve, Sicherheitsbereitschaft
Die Begriffe Kapazitätsreserve, Netzreserve und Sicherheitsbereitschaft beschreiben drei Konzepte aus dem zum 30. Juli 2016 in Kraft getretenen Gesetz zur Weiterentwicklung des Strommarktes (Strommarktgesetz). Häufig werden diese Begriffe in den Medien und gelegentlich auch von offizieller Seite miteinander verwechselt und vermischt.

## Netzreserve
Die Netzreserve ist in § 13d EnWG und in der Netzreserveverordnung geregelt.
Im Winter ist der Bedarf an elektrischer Energie in der Regel am höchsten. Im Norden Deutschlands kann aufgrund des Wetters mehr Energie durch Windkraftwerke produziert werden. Gelegentlich reicht das vorhandene Übertragungsnetz nicht aus, um den gesamten produzierbaren Strom vom Norden in den Süden zu transportieren.
Dann werden im Norden Windkrafträder abgeschaltet und/oder Kraftwerke heruntergefahren; im Süden werden Kraftwerke hochgefahren (Redispatching).
Zu diesem Zweck stehen unter anderem auch Kraftwerke zur Verfügung, die der Kraftwerksbetreiber bereits zur Stilllegung angezeigt hatte, die jedoch durch den Netzbetreiber und die Bundesnetzagentur als systemrelevant eingestuft wurden und daher nicht stillgelegt werden durften. Diese Kraftwerke bilden gemeinsam die Netzreserve. Die Kosten für die Sicherstellung der Betriebsbereitschaft der Netzreservekraftwerke werden den Betreibern erstattet und auf die Netzentgelte umgelegt. Die Netzbetreiber greifen jedoch für den Redispatch auch auf beliebige andere Kraftwerke im In- und Ausland zurück, soweit sie für den in der Situation erforderlichen Redispatch geeignet sind.

## Kapazitätsreserve
Die Kapazitätsreserve ist in § 13e EnWG und in der Kapazitätsreserveverordnung geregelt.
Kraftwerke in der Kapazitätsreserve dienen dazu, Extremsituationen am Strommarkt auszugleichen. Kann am Strommarkt die Nachfrage unvorhersagbar nicht durch das Angebot gedeckt werden, so sind Kraftwerke aus der Kapazitätsreserve zu aktivieren, um kurzfristig ausreichend Energie zur Verfügung zu stellen. Auch diese Kraftwerke stehen in der Regel still und werden nur bei Bedarf aktiviert. Wichtige Voraussetzung für eine Aufnahme in die Kapazitätsreserve ist eine Anlaufzeit von weniger als 12 Stunden, weshalb die meisten Kohlekraftwerke nicht für die Kapazitätsreserve geeignet sind. Die Kapazitätsreserve dient nicht dem Ausgleich von Lastspitzen, sondern lediglich einem Ausgleich von Angebotsschwankungen.
Laut Bundesministerium für Wirtschaft und Klimaschutz dient die Reserve als „ein Sicherheitsnetz für unvorhersehbare und außergewöhnliche Ereignisse.“ Kraftwerke können sowohl an der Kapazitätsreserve als auch an der Netzreserve teilnehmen.

### Erbringungszeitraum 2024–2026
Die folgenden Blöcke erhielten in der Ausschreibung der Übertragungsnetzbetreiber einen Zuschlag über 1.205 Megawatt. Die Reserveleistung ist für zwei Jahre vom 1. Oktober 2024 bis zum 30. September 2026 zu erbringen. Die Kraftwerksbetreiber erhalten dafür 99.990 Euro pro Megawatt und Jahr.
- 9 MW, Air Products & Chemicals
- Gasturbinenkraftwerk Ahrensfelde, 120 MW, LEAG
- Gasturbinenkraftwerk Thyrow, 150 MW, LEAG
- Kraftwerk Landesbergen, 56 MW, Statkraft
- Kraftwerk Emden, 50 MW, Statkraft
- Gersteinwerk, 820 MW, RWE Generation

### Erbringungszeitraum 2022–2024
Im Februar 2022 erhielten die folgenden Blöcke (alle Erdgas) in einer Ausschreibung der Übertragungsnetzbetreiber einen Zuschlag über 1.086 Megawatt. Die Reserveleistung ist für zwei Jahre vom 1. Oktober 2022 bis zum 30. September 2024 zu erbringen. Die Kraftwerksbetreiber erhalten dafür 62.940 Euro pro Megawatt und Jahr.
- Gasturbinenkraftwerk Ahrensfelde, 120 MW, LEAG
- Gasturbinenkraftwerk Thyrow, 150 MW, LEAG
- Kraftwerk Landesbergen, 56 MW, Statkraft
- Kraftwerk Emden, 50 MW, Statkraft
- Gersteinwerk, 710 MW, RWE Generation

### Erbringungszeitraum 2020–2022
Im Februar 2020 erhielten die folgenden Blöcke (alle Erdgas) in einer Ausschreibung der Übertragungsnetzbetreiber einen Zuschlag über 1.056 Megawatt. Die Reserveleistung ist für zwei Jahre vom 1. Oktober 2020 bis zum 30. September 2022 zu erbringen. Die Kraftwerksbetreiber erhalten dafür 68.000 Euro pro Megawatt und Jahr.
- Gasturbinenkraftwerk Ahrensfelde, 120 MW, LEAG
- Gasturbinenkraftwerk Thyrow, 150 MW, LEAG
- Kraftwerk Landesbergen, 56 MW, Statkraft
- Kraftwerk Emden, 50 MW, Statkraft
- Gersteinwerk, 680 MW, RWE Generation

## Sicherheitsbereitschaft
Im Zuge des Ausstiegs aus der Kohleverstromung in Deutschland konnten stillzulegende Braunkohlekraftwerke zunächst in eine sog. Sicherheitsbereitschaft überführt werden. Über einen Zeitraum von vier Jahren waren die Kraftwerksblöcke in der Sicherheitsbereitschaft voll verfügbar zu halten. Damit sollte sichergestellt werden, dass bei Energieengpässen auf Reservekapazitäten zurückgegriffen werden kann. Die in Sicherheitsbereitschaft überführten Kraftwerksblöcke mussten dabei nach Aufruf durch den Übertragungsnetzbetreiber innerhalb von zehn Tagen hochgefahren und nach weiteren 24 Stunden ihre volle Leistung ins Übertragungsnetz einspeisen können.
Nach vier Jahren war die Sicherheitsbereitschaft beendet und das Kraftwerk wurde endgültig stillgelegt. Die folgenden acht Kraftwerksblöcke (alle Braunkohle) waren in die Sicherheitsbereitschaft überführt worden:
- Buschhaus (ein Block zu 350 MW; MIBRAG): 1. Oktober 2016 bis 1. Oktober 2020.
- Frimmersdorf (zwei Blöcke zu 300 MW; RWE): 1. Oktober 2017 bis 1. Oktober 2021.
- Niederaußem (zwei Blöcke zu 300 MW; RWE): 1. Oktober 2018 bis 31. März 2024.
- Jänschwalde (zwei Blöcke zu 500 MW; LEAG): 1. Oktober 2018 und 2019 bis 31. März 2024.
- Neurath (ein Block zu 300 MW; RWE): 1. Oktober 2019 bis 31. März 2024.

Die Kraftwerke wurden während der Sicherheitsbereitschaft weiterhin durch den Stromkunden über die Netznutzungsentgelte finanziert, zunächst mit insgesamt 1,6 Milliarden Euro. Im Oktober 2019 wurden die letzten beiden Blöcke in die Sicherheitsbereitschaft überführt. Bis zu diesem Zeitpunkt wurde keiner der vorläufig stillgelegten Blöcke noch einmal in Betrieb genommen.
Kraftwerke in der Sicherheitsbereitschaft durften nur aktiviert werden, wenn alle anderen Maßnahmen (Netzreserve, Kapazitätsreserve) fehlschlugen.
Die Energiekrise seit 2021 machte die Aktivierung der Braunkohlereserve zum 1. Oktober 2022 erforderlich. Alle zu diesem Zeitpunkt noch nicht endgültig stillgelegten Blöcke (Jänschwalde E & F, Niederaußem E & F sowie Neurath C) wurden aus der Sicherheitsbereitschaft in eine sogenannte Versorgungsreserve (§ 50d EnWG) überführt und konnten befristet bis zum 31. März 2024 wieder am Strommarkt teilnehmen. Danach wurden sie endgültig stillgelegt.

### Kritik

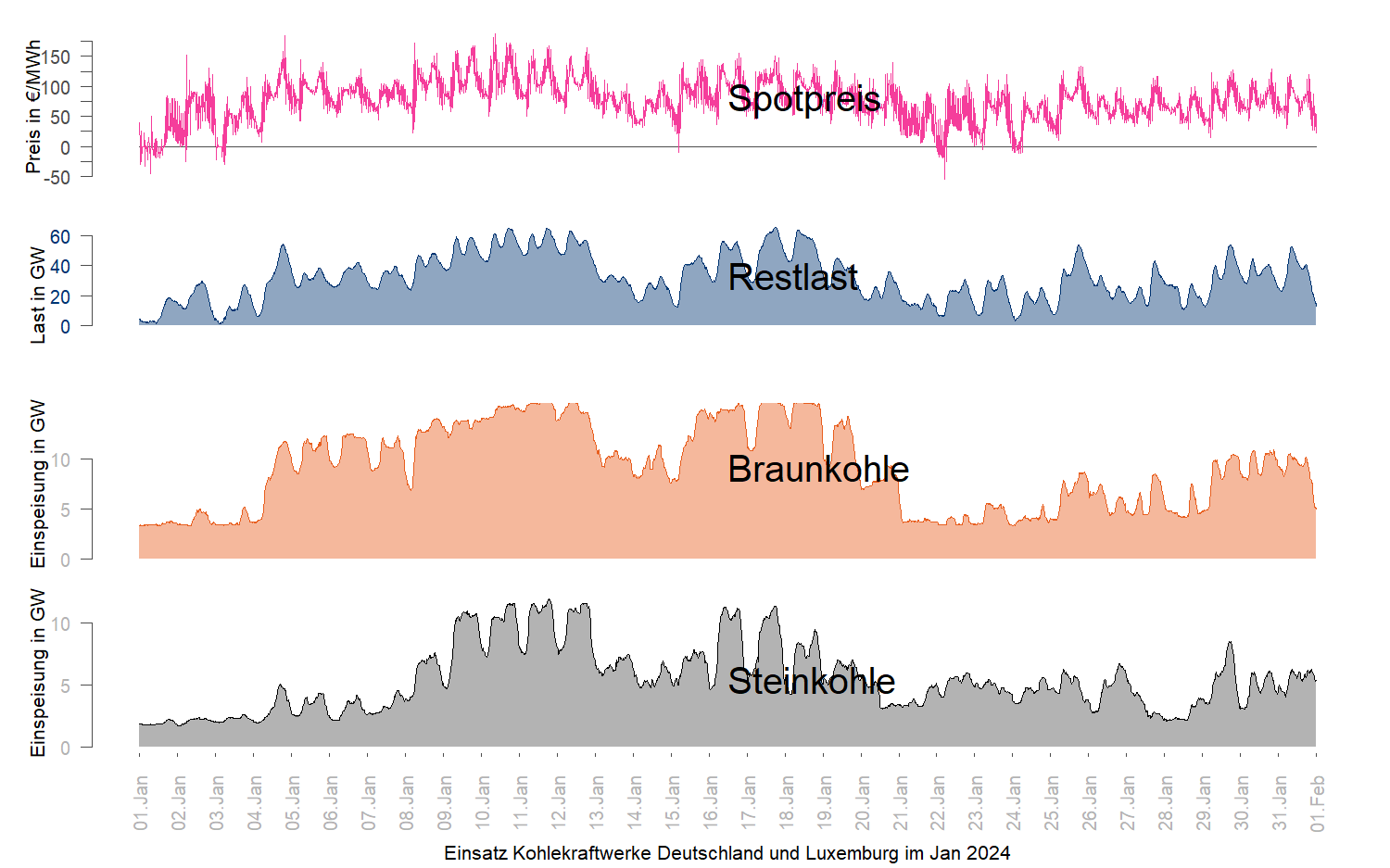
Fahrweise der deutschen Kohlekraftwerke im Januar 2024, Daten Entso-E-Transparenzplattform

Aus Sicht der Stadtwerke stellte die weitere Finanzierung der stillgelegten Braunkohlekraftwerke durch den Stromkunden eine massive Wettbewerbsverzerrung dar. Zudem können Braunkohlekraftwerke nur mit einer langen Vorlaufzeit angefahren werden um Grundlast bereitzustellen, weshalb sie nicht flexibel an die schwankende Stromnachfrage angepasst werden können.
Die Sicherheitsbereitschaft wurde nach Druck durch die betroffenen Konzerne, die Gewerkschaften IG Bergbau, Chemie, Energie und Vereinte Dienstleistungsgewerkschaft (ver.di) beschlossen. Die Europäische Kommission leitete aufgrund eines möglichen Verstoßes gegen das europäische Beihilferecht ein Verfahren (Artikel 108 Absatz 2 AEUV) gegen Deutschland ein. Aufgrund der von Deutschland gemachten Verpflichtungszusagen zur Ausräumung von Bedenken, kam die Europäische Kommission zu dem Schluss, dass die Beihilferegeln mit dem europäischen Beihilferecht vereinbar waren. Ursprünglich sollte ein Nationaler Klimaschutzbeitrag eingeführt werden und Braunkohlekraftwerke, weil sie besonders viel CO2 emittieren, eine Abgabe für die Stromproduktion zugunsten von effizienteren Gaskraftwerken zahlen.
Im Juli 2014 lehnte Sigmar Gabriel das Konzept einer Vergütung für stillstehende Kraftwerke noch ab („Was der Kapazitätsmarkt nicht werden kann, ist so was wie Hartz IV für Kraftwerke: Nicht arbeiten, aber Geld verdienen“). Im Juni 2022 zeigte sich die Berechtigung dieser Reserven. Alle nicht rückgebauten Kohlekraftwerke, die sich in Sicherheits- oder Netzreserve befanden, wurden über ein entsprechendes Gesetz zeitlich begrenzt wieder für die Stromerzeugung zugelassen.